# کمیته المپیک آندورا
کمیته المپیک آندورا (انگلیسی: Andorran Olympic Committee) یک سازمان ورزشی است که نماینده کشور آندورا در کمیته بین‌المللی المپیک می‌باشد.
این سازمان که در سال ۱۹۷۱ تأسیس شده مسئول آماده‌سازی و اعزام ورزشکاران به بازی‌های المپیک، بازی‌های المپیک جوانان و بازی‌های اروپایی است.